# Ngày văn hóa
Ngày văn hóa (文化の日 Bunka no Hi) là một ngày lễ được tổ chức thường niên tại Nhật Bản vào ngày 3 tháng 11 hàng năm nhằm mục đích quảng bá văn hóa, nghệ thuật và học thuật nước nhà. Các lễ hội diễn ra trong ngày lễ này thường bao gồm triển lãm nghệ thuật, diễu hành và lễ trao giải cho nghệ sĩ và học giả.

## Lịch sử
Ngày văn hóa được tổ chức lần đầu tiên vào năm 1948, nhằm kỷ niệm tuyên bố về Hiến pháp Nhật Bản vào ngày 3 tháng 11 năm 1946.
Ngày 3 tháng 11 ban đầu được tổ chức như một ngày quốc khánh vào năm 1868 để tôn vinh sinh nhật của Thiên hoàng Nhật Bản, được gọi là Tenchō-setsu (天長節). Sau khi Minh Trị qua đời vào năm 1912, ngày 3 tháng 11 không còn là một ngày lễ cho đến năm 1927, khi sinh nhật của ông được tổ chức vào ngày cụ thể, được gọi là Meiji-setsu (明治節). Điều này sau đó đã bị chấm dứt với thông báo về việc tổ chức Ngày văn hóa vào năm 1948.

## Hoạt động
Ngày văn hóa được tạo ra nhằm mục đích quảng bá văn hóa, nghệ thuật và các lĩnh vực học thuật trong nước; chính quyền địa phương và tỉnh thường chọn ngày này để tổ chức các cuộc triển lãm nghệ thuật, lễ hội văn hóa và diễu hành. Ví dụ: thị trấn Hakone ở Kanagawa tổ chức Feudal Lord Parade ( 箱根 大名 行列   Hakone Daimyō Gyōretsu) hàng năm để trưng bày quần áo và trang phục thời kỳ Edo. Các trường tiểu học và trung học cũng tổ chức "lễ hội văn hóa" vào sát những ngày này.
Kể từ năm 1936, lễ trao giải Order of Culture đã được tổ chức cho những người có đóng góp khoa học, nghệ thuật hoặc văn hóa đáng kể vào ngày này. Đây là một trong những danh hiệu cao quý nhất do Hoàng gia ban tặng.

## Sự kiện
- Order of Culture, tổ chức hàng năm tại Hoàng cung Tokyo.
- Phòng trưng bày các tàu hộ vệ neo đậu tại các căn cứ và cảng tổng hợp của Lực lượng Phòng vệ Hàng hải Nhật Bản.
- Lễ hội nghệ thuật được tài trợ bởi Cơ quan phụ trách các vấn đề văn hóa Nhật Bản trong Ngày Văn hóa.
- Các bảo tàng và phòng trưng bày cung cấp vé tham quan miễn phí vào nhiều sự kiện khác nhau.
- Giải vô địch Kendo Nhật Bản được tổ chức tại Nippon Budokan và phát sóng trực tiếp trên NHK General TV.

Ngoài ra, Ngày văn hóa cũng được coi là ngày nắng, bởi từ năm 1965 đến 1996, chỉ có ba năm mưa xảy ra ở Tokyo vào ngày này.